# Championnat de France de rugby à XV 1910-1911
Navigation
1909-1910 1911-1912

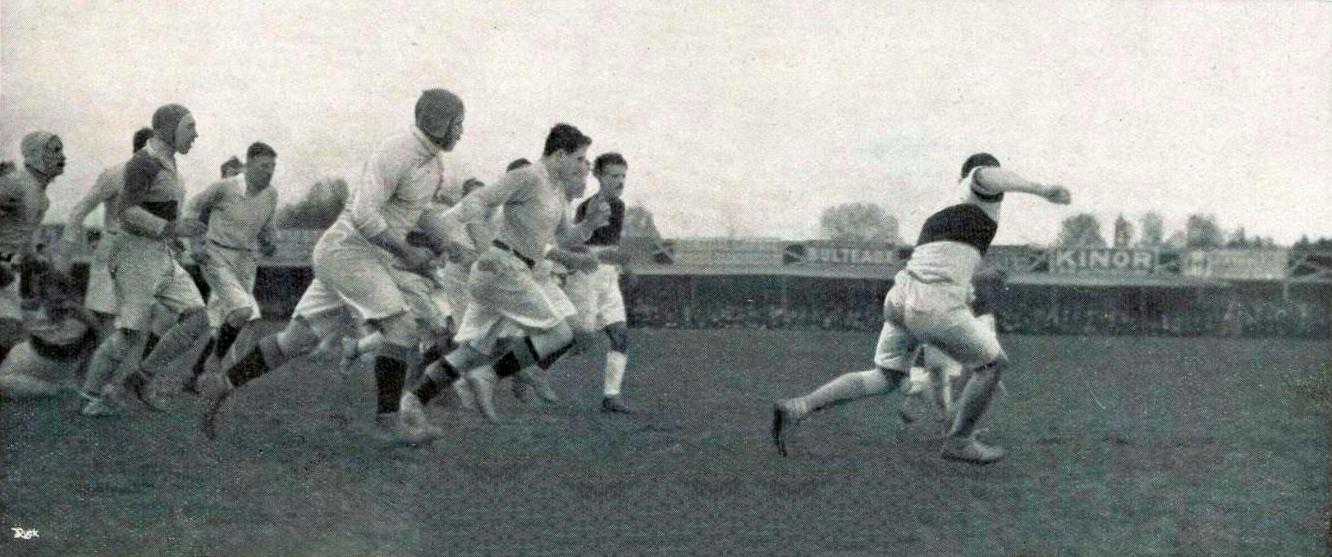
Une charge des Bordelais face au Sporting club universitaire, Hublain tente d'arrêter Bruneau.

Le championnat de France de rugby à XV de première division 1910-1911 est remporté par le Stade bordelais  qui bat le SCUF en finale.
Le Stade bordelais était favori car il avait remporté tous ses matchs (22) de la saison avant la finale.

## Contexte
Le Tournoi des cinq nations 1911 est remporté par le pays de Galles, la France est quatrième grâce à sa victoire contre l'Écosse.

## Quarts de finale
Le 5 mars 1911 :
à Paris, SCUF bat Le Havre AC 6-4
à Bordeaux, Stade Bordelais UC bat Stade Nantais UC 21-3
à Lyon, FC Lyon bat US Romans 6-5
à Poitiers, Stadoceste tarbais bat Stade Poitevin 6-0

## Demi-finales
le 19 mars 1911

| lieu             | Équipe 1 | Équipe 2           | Résultat |
| ---------------- | -------- | ------------------ | -------- |
| Parc des Princes | SBUC     | FC Lyon            | 26-0     |
| Tarbes           | SCUF     | Stadoceste tarbais | 9-5      |

## Finale
| Équipes         | SBUC - SCUF |
| Score           | 14-0 (6-0) |
| Date            | 9 avril 1911 |
| Stade           | Stade Sainte-Germaine, Le Bouscat (Bordeaux) |
| Arbitre         | Paul Meyer |
| Les équipes     | |
| Stade bordelais | Robert Monier, Jean-René Pascarel, Jean Jacques Conilh de Beyssac, René Canton, Marcel Laffitte, André Perrens, Maurice Leuvielle, Maurice Boyau, Jean Anouilh, Fernand Perrens, Maurice Bruneau, Emile Strohl, Daniel Ihingoué, Julien Dufau, Henri Martin |
| SCUF            | Louis Pichereau, Emile Giffo, J.Thévenot, Henri Vezani, Charles Vallot, Henri Moure, Jules Cadenat, Albert Eutrope, R.Berthet, Henri Vives, Dominique Etchegaray, Rémi Laffitte, Charles du Souich, Henri Houblain, Maurice Auguste                         |
| Points marqués  | |
| Stade bordelais | 4 essais par F.Perrens, Ihingoué, Anouilh, Duffau 1 pénalité de M.Boyau |
| SCUF            | |

## source
La Vie Sportive, 1911